# Cimetière de la Gombe
Le cimetière de La Gombe est un cimetière situé dans le centre de la commune de La Gombe à Kinshasa, en République démocratique du Congo (RDC). Ce cimetière se trouve sur le côté sud du boulevard du 30 juin à côté du golf de Kinshasa.

## Personnalités enterrées au cimetière de La Gombe
- Joseph Kabasele Tshamala, dit Grand Kalle (vers 1930-1983)[1]